# لو سيوفي
لو سيوفي (بالإنجليزية: Lou Cioffi)‏ هو لاعب كرة قدم أمريكي في مركز حراسة المرمى، ولد في 23 فبراير 1957 في ذا برونكس في الولايات المتحدة. لعب مع أتلانتا تشيفز وشيكاغو ستينغ.